# Gay-Lussac-Humboldt-Preis
Der Gay-Lussac-Humboldt-Preis ist ein 1981 vom französischen Präsidenten Valéry Giscard d’Estaing und seinem Amtskollegen Bundeskanzler Helmut Schmidt auf Empfehlung der deutschen und französischen Forschungsministerien geschaffener deutsch-französischer Wissenschaftspreis.
Der im Dezember 1982 erstmals verliehene Preis soll exzellente Forscher auszeichnen, die sich durch herausragende Beiträge in der Wissenschaft einen Namen gemacht haben und die für die Zusammenarbeit beider Länder stehen. Jährlich werden jeweils vier bis fünf deutsche und französische Wissenschaftler aus allen Forschungsdisziplinen mit diesem Preis ausgezeichnet. Dieser war als Alexander-von-Humboldt-Preis ursprünglich nur nach Alexander von Humboldt benannt und trägt seit 1997 den Doppelnamen Gay-Lussac Humboldt. Seither wurde er über zweihundert französischen und deutschen Forschern verliehen. Der Gay-Lussac-Humboldt-Preis wird vom französischen Hochschul- und Forschungsministerium an deutsche Forscher vergeben, die von französischen Forschern nominiert werden. Andererseits wird er von der Alexander-von-Humboldt-Stiftung  an französische Forscher vergeben, die von deutschen Wissenschaftlern vorgeschlagen werden.

## Ausschreibung
Die Ausschreibung des Preises wird jährlich Anfang Herbst auf der Internetseite des Hochschul- und Forschungsministeriums (unter der Rubrik „Europa und Internationales“ oder „Formulare / Ausschreibungen“) veröffentlicht. Die „Direction des relations européennes et internationales et de la coopération“ dieses Ministeriums leitet die Ausschreibung an Hochschulen und extrauniversitäre Forschungseinrichtungen weiter.

## Namensgeber
Joseph Louis Gay-Lussac und Alexander von Humboldt stehen als Vorbild für ein internationales Forschergespann und grenzüberschreitende Freundschaft.
Nach Rückkehr von seiner langen Amerika-Reise lernte Alexander von Humboldt (1769–1859) Louis-Joseph Gay-Lussac (1778–1850) bei der Société d’Arcueil und der École polytechnique kennen. Dort führten sie eine Reihe von Experimenten durch, die Gay-Lussac auf die Spur seines zweiten Gesetzes – über das Verhältnis gasförmiger Substanzen – brachte. Humboldt bereitete danach eine weitere Forschungsreise durch Europa vor, um den Erdmagnetismus systematisch zu erfassen. Er bat Gay-Lussac, ihn auf dieser Reise zu begleiten, die ein knappes Jahr dauern sollte. Beide Wissenschaftler führten Messungen an über vierzig Orten durch, vor allem in Lyon, auf dem Mont Cenis, in Rom und Neapel, auf dem Vesuv – den sie sechsmal bestiegen und den sie im August 1805 ausbrechen sahen – auf dem Gotthardmassiv, in Tübingen, Heidelberg, Göttingen und Berlin. Anlässlich ihrer Rückkehr am 8. September 1806 veröffentlichten sie ihre Beobachtungen über die Intensität und Ausrichtung magnetischer Kräfte.
Der Preis erfüllt seit 1997 auch in besonderer Weise Humboldts  „… Hoffnung, dass mein Name mit dem seinem verbunden bleiben möge…“

## Preisträger

### Deutsche Preisträger
- 1982: Heinz Jürgen Schulz, Festkörperphysik, Universität Hamburg, Institut Laue-Langevin
- 1983: Gernot Heger, Festkörperphysik, Institut für Nukleare Festkörperphysik, Karlsruhe
- 1983: Hermann Kühn, Neurobiochemie, Forschungszentrum Jülich
- 1983: Holger Martin, Thermische Verfahrenstechnik, Universität Karlsruhe
- 1983: Ernst Priesner, Verhaltensforschung, Max-Planck-Institut für Verhaltensforschung, Seewiesen
- 1984: Karl Bauer, Mathematik, Technische Universität Berlin
- 1984: Wolf Lepenies, Kulturwissenschaft, Wissenschaftskolleg zu Berlin
- 1984: Christoph Reigber, Geodäsie, Institut Für Geowissenschaften der Universität Potsdam
- 1984: Heindirk tom Dieck, Nichtmetall- und Metallorganische Chemie, Universität Hamburg
- 1985: Jeff Schell, Züchtungsforschung, Max-Planck-Institut für Züchtungsforschung, Köln
- 1986: Georg Michael Kalvius, Physik, Technische Universität München
- 1986: Gerd Lüttig, Geologie, Universität Erlangen
- 1986: Benno Müller-Hill, Genetik, Universität zu Köln
- 1986: Herbert W. Roesky, Organische Chemie, Universität Göttingen
- 1986: Rudolf Vierhaus, Geschichte, Max-Planck-Institut für Geschichte, Göttingen
- 1987: Erhard W. Fischer, Physik der Polymere, Max-Planck-Institut für Polymerforschung, Mainz
- 1987: Hans Robert Jauß, Literaturwissenschaft, Universität Konstanz
- 1987: Joachim Schwermer, Mathematik, Katholische Universität Eichstätt
- 1988: Burkhart Lutz, Industrie-, Betriebs- und Wirtschaftssoziologie, Universität München
- 1988: Karol A. Penson, Theoretische Physik, Freie Universität Berlin > Université Pierre et Marie Curie – Paris 6
- 1988: Manfred Regitz, Chemie, Universität Kaiserslautern
- 1988: Achim Richter, Kernphysik, Technische Universität Darmstadt
- 1988: Jens Wittenburg, Technische Mathematik, Universität Karlsruhe
- 1989: Peter Haasen, Metallkunde, Universität Göttingen
- 1989: Wolfgang A. Herrmann, Chemie, Technische Universität München
- 1989: Kurt Mehlhorn, Informatik, Universität des Saarlandes
- 1989: Frank Steglich, Festkörperphysik, Technische Universität Darmstadt, Max-Planck-Institut für Chemische Physik fester Stoffe, Dresden
- 1990: Heinrich Betz, Neurochemie und Biochemie, Max-Planck-Institut für Hirnforschung, Frankfurt am Main
- 1990: Johannes Matthias Graf von der Schulenburg, Wirtschaftswissenschaften, Universität Hannover
- 1990: Bernhard Korte, Diskrete Mathematik, Universität Bonn
- 1990: Ulrich Trottenberg, Angewandte Mathematik, Fraunhofer-Institut für Algorithmen und Wissenschaftliches Rechnen, St. Augustin
- 1990: Dietrich E. Wolf, Physik, Universität Duisburg-Essen
- 1991: Sucharit Bhakdi, Medizinische Mikrobiologie, Universität Mainz
- 1991: Franz Effenberger, Organische Chemie, Universität Stuttgart
- 1991: Jens Frehse, Reine Mathematik, Universität Bonn
- 1991: Hartmut Fuess, Material- und Geowissenschaften, Technische Universität Darmstadt
- 1991: Fritz Nies, Romanistik, Universität Düsseldorf
- 1992: Rainer Buckdam, Wahrscheinlichkeitstheorie/Stochastik, Humboldt-Universität, Berlin
- 1992: Fritz Eckstein, Experimentelle Medizin, Max-Planck-Institut Göttingen
- 1992: Gerd Haupt, Geschichte der Neuzeit, Universität Bremen
- 1992: Helmut Ringsdorf, Organische Chemie, Universität Mainz
- 1992: Dietrich Stauffer, Theoretische Physik, Universität zu Köln
- 1992: Erwin Weiss, Anorganische Chemie, Universität Hamburg
- 1993: Axel Brennicke, Biologie/Pflanzenphysiologie, Freie Universität Berlin
- 1993: Henri Brunner, Chemie, Universität Regensburg
- 1993: George Comsa, Oberflächenphysik, Jülich
- 1993: Paul Kienle, Experimentalphysik, Technische Universität München
- 1993: Heiner Zieschang, Mathematik, Ruhr-Universität Bochum
- 1994: Borislav Bogdanović, Chemie, Max-Planck-Institut für Kohlenforschung, Mülheim
- 1994: Günther Malle, Angewandte Mathematik, Universität Kassel
- 1994: Klaus Rajewsky, Genetik, Universität zu Köln
- 1994: Wolfram Saenger, Kristallchemie, Freie Universität Berlin
- 1994: Emanuel Vogel, Organische Chemie, Universität zu Köln
- 1994: Wolfram von Oertzen, Kernphysik, Hahn-Meitner-Institut Berlin
- 1995: Albrecht W. Hofmann, Geochemie, Max-Planck-Institut für Chemie, Mainz
- 1995: Rolf Kemler, Immunbiologie, Max-Planck-Institut Freiburg im Breisgau
- 1995: Peter Schneider, Mathematik, Universität Münster
- 1995: Karl Wieghart, Anorganische Chemie, Max-Planck-Institut für Strahlenchemie, Mülheim
- 1996: Armin de Meijere, Chemie, Universität Göttingen
- 1996: Heinz Dürr, Organische Chemie, Universität des Saarlandes
- 1996: Dieter Gerlich, Physik, Technische Universität Chemnitz
- 1996: Hans Joachim Körner, Experimentalphysik, Technische Universität München
- 1996: Florian Pop, Zahlentheorie, Universität Heidelberg > University of Pennsylvania
- 1997: Werner Hildenbrand, Gesellschafts- und Wirtschaftswissenschaften, Universität Bonn
- 1997: Florian Holsboer, Psychiatrie, Max-Planck-Institut für Psychiatrie, München
- 1997: Helmut Knötzinger, Physikalische Chemie, Universität München
- 1997: Karl G. Roesner, Maschinenbau, Technische Universität Darmstadt
- 1997: Ulrich Rudolph, Arabistik, Universität Zürich
- 1997: Heinz Rüterjans, Biophysikalische Chemie, Universität Frankfurt am Main
- 1999: Henning Hopf, Organische Chemie, Technische Universität Braunschweig
- 1999: Michael Rapoport, Mathematik, Universität zu Köln
- 1999: Alfred Trautwein, Physik, Universität Lübeck
- 2000: Peter Bastian, Angewandte Mathematik, Universität Heidelberg
- 2000: Heino Finkelmann, Makromolekulare Chemie, Universität Freiburg
- 2000: Wolfgang Meyerhof, Neurobiologie, Potsdam Rehbrucke
- 2000: Rolf Reichardt, Kulturgeschichte des Modernen Europas, Universität Mainz
- 2000: Gerd Röpke, Plasmaphysik, Universität Rostock
- 2000: Gunther Teubner, Privatrecht, Universität Frankfurt am Main
- 2001: Immo Appenzeller, Astrophysik, Universität Heidelberg
- 2001: Christoph Gusy, Sozialwissenschaft/Öffentliches Recht, Universität Bielefeld
- 2001: Andreas Herrmann, Biowissenschaft, Humboldt-Universität, Berlin
- 2001: Alfred Hüller, Theoretische Physik, Universität Erlangen
- 2001: Achim Müller, Chemie, Universität Bielefeld
- 2002: Roland Benz, Biophysik, Universität Würzburg
- 2002: Hans Föllmer, Mathematik/Stochastische Analysis und Finanzmathematik, Humboldt-Universität, Berlin
- 2002: Reinhard Schinke, Theoretische Chemie und Molekularphysik, Max-Planck-Institut für Dynamik und Selbstorganisation, Göttingen
- 2002: Hanns Ullrich, Zivil-, Wirtschafts- und Handelsrecht, Privatrecht, Universität der Bundeswehr, München
- 2002: Andrea von Hülsen-Esch, Kunstgeschichte, Universität Düsseldorf
- 2003: Klaus Fraedrich, Meteorologie, Meteorologisches Institut der Universität Hamburg
- 2003: Hartmut Kaelble, Sozialgeschichte, Humboldt-Universität, Berlin
- 2003: Paul G. Reinhard, Theoretische Physik, Universität Erlangen
- 2003: Janos Riesz, Literatur/Afrikanistik, Universität Bayreuth
- 2003: Rudolf Treumann, Statistische Physik/Thermodynamik, Universität München
- 2004: Herold Dehling, Mathematik und Statistik, Ruhr-Universität Bochum
- 2004: Christoph Krampe, Bürgerliches Recht/Antike Rechtsgeschichte, Ruhr-Universität Bochum
- 2004: Jürgen Kreft, Mikrobiologie, Universität Würzburg
- 2004: Hannah Monyer, Medizin/Klinische Neurologie, Universität Heidelberg
- 2004: Roland Oberhänsli, Geowissenschaften, Universität Potsdam
- 2005: Dieter Lüst, Physik, Universität München und Max-Planck-Institut für Physik, München
- 2005: Horst Möller, Zeitgenössische Geschichte, Universität München
- 2005: Helmut Oeschler, Nukleare Physik, Technische Universität Darmstadt
- 2005: Padma Kant Shukla, Plasmaphysik, Ruhr-Universität Bochum
- 2006: Helmuth Möhwald, Kolloid- und Grenzflächenforschung, Max-Planck-Institut für Kolloid- und Grenzflächenforschung, Potsdam
- 2006: Olaf Pongs, Molekulare Neurobiologie, Universität Hamburg
- 2006: Christoph Schweigert, Mathematische Physik, Universität Hamburg
- 2006: Bernd Weisshaar, Pflanzengenetik, Universität Bielefeld
- 2006: Reinhard Wilhelm, Technische Informatik, Universität des Saarlandes
- 2006: Ludger Wöste, Physik, Freie Universität Berlin
- 2007: Friedhelm Bechstedt, Theoretische Physik, Friedrich-Schiller-Universität Jena
- 2007: Jörg Hacker, Mikrobiologie, Universität Würzburg
- 2007: Johannes Masing, Öffentliches Recht, Universität Freiburg im Breisgau
- 2007: Jörg Rüpke, Vergleichende Religionswissenschaft, Universität Erfurt
- 2007: Hans-Joachim Werner, Theoretische Chemie, Universität Stuttgart
- 2009: Hartmut Herrmann, Chemie, Leibniz-Institut Leipzig, Universität Leipzig.
- 2009: Martin Möller, Mathematik, Max-Planck-Institut für Mathematik/Universität Frankfurt am Main
- 2009: Roland Netz, Theoretische Physik, Technische Universität München
- 2009: Claus M. Schneider, Festkörperphysik, Universität Duisburg-Essen, Helmholtz-Forschungszentrum Jülich.
- 2009: Rainer Schröder, Zivilrecht, Humboldt-Universität Berlin
- 2010: Anne-Laure Boulesteix, Biostatistik, Universität München
- 2010: Daniel Schönpflug, Geschichte, FU Berlin, Marc-Bloch-Zentrum Berlin
- 2010: Volker Schomerus, Theoretische Physik, Deutsches Elektronen-Synchrotron DESY (Hamburg)
- 2010: Karsten Suhre, Bioinformatik, Ludwig-Maximilians-Universität München, Helmholtz-Zentrum München
- 2010: Konrad Vössing, Alte Geschichte, Universität Bonn
- 2011: Matthias Beller, Chemie, Leibniz-Institut für Katalyse Rostock
- 2011: Karl-Josef Dietz, Biochemie, Universität Bielefeld
- 2012: Hermann Nicolai, Physiker, Max-Planck-Institut für Gravitationsphysik
- 2012: Hendrik Ziegler, Université de Reims Champagne-Ardenne
- 2013: Oliver Eickelberg, Helmholtz-Zentrum München und Ludwig-Maximilians-Universität München
- 2013: Alois Fürstner, Max-Planck-Institut für Kohlenforschung und Universität Dortmund
- 2014: Werner Kunz, Universität Regensburg
- 2014: Volker Meyer, Helmholtz-Zentrum für Umweltforschung – UFZ
- 2015: Markus Antonietti, MPI für Kolloid- und Grenzflächenforschung
- 2015: Stephan Schlemmer, Universität zu Köln
- 2016: Hermann Matthies, Technische Universität Braunschweig
- 2016: Albrecht Poglitsch, Max-Planck-Institut für Extraterrestrische Physik
- 2017: Johannes Orphal, KIT[1][2]
- 2017: Susanne Rau, Universität Erfurt[2][3]
- 2019: Arthur Jacobs, FU Berlin[4]
- 2019: Frank Glorius, WWU Münster[5]
- 2020: Thomas Henning, Max-Planck-Institut für Astronomie[6]

### Französische Preisträger
- 1982: Jean-Marie Lehn, Physikalische Chemie, Collège de France, Université Louis Pasteur – Strasbourg 1
- 1982: Paul Hagenmuller, Festkörperchemie, Université Bordeaux
- 1983: Alain Bensoussan, Informatik, Institut national de recherche en informatique et en automatique > Centre national d’études spatiales
- 1983: Alain Bourret, Festkörperphysik, Université Joseph Fourier Grenoble
- 1983: Jean Riess, Chemie, Université de Nice
- 1983: Jules Hoffmann, Biologie, CNRS, Université Louis Pasteur – Strasbourg 1
- 1983: Pierre-Gilles de Gennes, Physik, Collège de France
- 1983: Pierre-Paul Sagave, Deutsche Literatur, Université de Paris 10 – Nanterre
- 1984: Christos Flytzanis, Festkörperphysik, Ecole Polytechnique
- 1984: Georges Martin, Metallophysik, CEA
- 1984: Jean Renaud Garel, Biochemie, Université Pierre et Marie Curie – Paris 6 > Institut Pasteur
- 1984: Marie-France Vignéras, Angewandte Mathematik, Université Denis Diderot – Paris 7
- 1985: Pierre Fromageot, Biologie, CEA
- 1985: René Pillorget, Geschichtswissenschaft, Université d’Amiens
- 1986: Henri C. Benoit, Molekulare Chemie, Université Louis Pasteur – Strasbourg 1
- 1986: Jean-Marie Valentin, Deutsche Literatur, Université de Paris-Sorbonne – Paris 4
- 1986: Robert Vinh Mau, Kernphysik, Université Paris 11 > Université Pierre et Marie Curie – Paris 6
- 1987: François Mathey, Chemie, CNRS, Ecole Polytechnique, Palaiseau
- 1987: Guy Ourisson, Chemie, Université Louis Pasteur, Académie des sciences
- 1987: Jean Guern, Biologie der Pflanzen, CNRS, Gif-sur-Yvette
- 1987: Jean Lemaitre, Ingenieurwesen, Université Pierre et Marie Curie – Paris 6
- 1987: Jean Meyer, Geschichtswissenschaft, Université de Paris-Sorbonne – Paris 4
- 1987: Jean-Marie Basset, Anorganische Chemie, CNRS, Laboratoire de chimie organométallique de sur face, Lyon
- 1987: Pierre Braunstein, Chemie, CNRS – Université Louis Pasteur – Strasbourg 1
- 1987: Pierre Prigent, Evangelische Theologie, Université Marc Bloch – Strasbourg 2
- 1987: Raymond Weiss, Chemie, Université Louis Pasteur – Strasbourg 1
- 1988: Didier Astruc, Chemie, Université Bordeaux 1
- 1988: François Gros, Molekularbiologie, Collège de France
- 1988: Janine Chasseguet-Smirgel, Psychologie, Institut de la Société psychanalytique de Paris
- 1988: Joseph Lorius, Klimatologie und Geophysik der Umwelt, CNRS, Saint-Martin d’Hères
- 1988: Louis Cohen van Delft, Literatur, Université Paris 10
- 1988: Marc Julia, Chemie, Université Pierre et Marie Curie – Paris 6
- 1989: Daniel Poirion, Mittelalterliche Literatur, Paris
- 1989: Maurice Godelier, Anthropologie, Ecole des hautes études en sciences sociales
- 1989: Michel Goldberg, Biochemie, Institut Pasteur
- 1989: Pierre-Henri Dixneuf, Chemie, Université Rennes 1
- 1989: Roland Bergere, Atomphysik, CEA, Direction des sciences de la matière
- 1990: Claude Cohen-Tannoudji, Physik, Collège de France, Paris
- 1990: Henri Bouas-Laurent, Organische Chemie, Université Bordeaux 1
- 1990: Ladislas Kubin, Metallophysik, Office national d’études et de recherches aérospatiales – CNRS, Chatillon
- 1990: Nicolaas Kuiper, Mathematik, Institut des hautes études scientifiques
- 1990: Yves Jeannin, Chemie, Université Pierre et Marie Curie – Paris 6
- 1991: Daniel Tondeur, Chemie-Ingenieurwesen, CNRS, Nancy
- 1991: Marcel Veneroni, Atomphysik, Université Paris 11
- 1991: Monique Aumailley, Zelluläre Biochemie, Université Claude Bernard – Lyon 1 > Université de Cologne
- 1991: Oriol Bohigas, Atomphysik, Université Paris 11
- 1991: Paul Lagarde, International Privatrecht, Université Panthéon-Sorbonne – Paris 1
- 1991: Robert Jean-Pierre Corriu, Molekulare Chemie, Université Montpellier 2
- 1991: Serge Haroche, Physik, Université Pierre et Marie Curie – Paris 6 > Ecole normale supérieure, Paris
- 1992: Claude Détraz, Teilchenphysik, Institut national de physique nucléaire et de physique des particules, CNRS
- 1992: Georges Ripka, Atomphysik, CEA, Saclay
- 1992: Jean Rouxel, Anorganische Chemie, Institut des matériaux, Nantes
- 1992: Jean-Michel Grandmont, Wirtschaftsmathematik, CNRS, Centre de Recherche en Economie et Statistique
- 1992: Magda Ericson, Atomphysik, Université Claude Bernard – Lyon I
- 1992: Michel Fromont, Öffentliches Recht, Université Panthéon-Sorbonne – Paris 1
- 1992: Michel Guelin, Astrophysik, CNRS, Saint-Martin d’Hères
- 1993: Claude Bardos, Mathematik, Université Denis Diderot – Paris 7
- 1993: Jacques Lahaye, Chemie-Ingenieurwesen, Mulhouse
- 1993: Joël Ménard, Pharmakologie, Université Pierre et Marie Curie – Paris 6
- 1993: Louis Hay, Literatur, CNRS – Ecole normale supérieure, Paris
- 1993: Pierre Corvol, Biomedizin, Collège de France
- 1994: Bernard Julia, Physik, Laboratoire de physique théorique, Ecole normale supérieure, Paris
- 1994: Dima Grigorjew, Informatik, CNRS, Rennes
- 1994: Guy Bertrand, Chemie, Université Paul Sabatier – Toulouse 3
- 1994: Jacques F. Arvieux, Atomphysik, Université Paris 11
- 1994: Jean-Marc Richard, Physik, Université Joseph Fourier – Grenoble 1
- 1995: Alan Kirman, Wirtschaftswissenschaft, Université d’Aix-Marseille 2
- 1995: Henri Cabannes, Physik, Université Pierre et Marie Curie – Paris 6
- 1995: Jean-Pierre Majoral, Chemie, CNRS, Toulouse
- 1995: Mannque Rho, Atomphysik, CEA, Saclay
- 1996: Jean-François Dubremetz, Biologie, Institut national de la santé et de la recherche médicale, Villeneuve d’Ascq CNRS – Université Montpellier 2
- 1996: Michel Rohmer, Chemie, Strasbourg
- 1996: Philippe Ciarlet, Angewandte Mathematik, Université Pierre et Marie Curie – Paris 6 > City University of Hong Kong
- 1997: Michel Che, Physikalische Chemie, Université Pierre et Marie Curie – Paris 6
- 1997: Robert Nicolaï, Afrikanische Linguistik, Université de Nice
- 1998: Jean Galy, Chemie, CNRS, Toulouse
- 1998: Jean-Marie Flaud, Physikalische Chemie, Université Paris 11
- 1999: Alain Aspect, Physik, Institut d’optique, Université Paris 11 – CNRS
- 1999: André Mysyrowicz, Festkörperphysik, Ecole Polytechnique, Palaiseau
- 1999: Jean-Paul Poirier, Geophysik, Institut de physique du globe, Paris
- 2000: Dominique Vautherin, Theoretische Teilchenphysik, Université Pierre et Marie Curie – Paris 6
- 2000: Jacques Le Rider, Literatur und Ideengeschichte, Université Paris 8 > Ecole pratique des hautes études
- 2000: Michel Orrit, Physikalische Chemie, CNRS – Université de Bordeaux 1 > Université de Leiden (NL)
- 2000: Pierre Coullet, Festkörperphysik, Université de Nice
- 2000: Roger Hekinian, Geologie, Institut français de recherche pour l’exploitation de la mer, Plouzane
- 2001: Alain Ricard, Africanistik, CNRS, Villejuif
- 2001: Claude R. Henry, Kristallographie, CNRS, Marseille
- 2001: Gérard Jaouen, Chemie, Ecole nationale supérieure de chimie de Paris – Université Pierre et Marie Curie – Paris 6
- 2002: Bernard Meunier, Chemie, CNRS, Toulouse
- 2002: Jean-Marc Fontaine, Mathematik, Université Paris 11
- 2002: Jean-Marc Moura, Vergleichende Literaturwissenschaft, Université Charles de Gaulle, Université de Lille 3
- 2003: Christian Borde, Physik, CNRS – Université Paris-Nord, Villetaneuse
- 2003: Géraud Sénizergues, Informatik, Université de Bordeaux I
- 2003: Jean Zinn-Justin, Physik, CEA, Saclay – Gif-sur-Yvette
- 2003: Marie-Paule Pileni, Nanophysik, Université Pierre et Marie Curie – Paris 6
- 2003: Michel Broyer, Physik, CNRS – Université Claude Bernard – Lyon I
- 2003: Pierre Agostini, Molekulare Physik und Atomphysik, CEA Saclay > Ohio State University
- 2004: Denis-Didier Rousseau, Paläontologie, Université de Montpellier 2
- 2004: Gérard Férey, Chemie, Université de Versailles – Saint-Quentin
- 2004: Henri Berestycki, Mathematik, Ecole des hautes études en sciences sociales
- 2004: Peter Schuck, Physik, CNRS, Université Joseph Fourier – Grenoble 1
- 2005: Adnan Ibrahimbegovic, Ingenieurwesen, Ecole normale supérieure de Cachan
- 2005: Eric Boëda, Archäologie, Université Paris 10 – Nanterre
- 2005: Hervé Bocherens, Paläontologie, CNRS – Université de Montpellier 2
- 2005: Josef Deutscher, Mikrobiologie, Institut National de la Recherche Agronomique – CNRS, Grignon
- 2006: Bruno Chaudret, Chemie, CNRS Toulouse
- 2006: Georges Didi-Huberman, Kunstgeschichte, Ecole des Hautes Etudes en Sciences Sociales
- 2006: Olivier Jouanjan, Rechtswissenschaft, Université Robert Schuman – Strasbourg 3 – CNRS
- 2006: Yannick Mellier, Astrophysik, CNRS, Paris
- 2007: Abdelhak Djouadi, Teilchenphysik, Université Paris 11
- 2007: Christian Sanchez, Chemie/Materialwissenschaften, Université Pierre et Marie Curie – Paris 6
- 2007: Jean Jacod, Angewandte Mathematik, Université Pierre et Marie Curie – Paris 6
- 2007: Patrice Pavis, Literatur, Université de Paris 10 – Nanterre
- 2007: Vladimir Kazakov, Theoretische Physik, Laboratoire de physique théorique, Ecole normale supérieure, Paris
- 2008: Constance Grewe, Öffentliches Recht, Université de Strasbourg
- 2009: Jean-Pierre Jacquot, Biochemie, Université de Nancy 1
- 2009: Marc Mézard, Physik, CNRS, Université Paris 11
- 2009: Thomas Nicolas Zemb, Chemie, CEA, Marcoule
- 2010: Constantin Bachas, Theoretische Physik, Ecole normale supérieure, Paris – CNRS
- 2010: Joseph Zyss, Optik, École normale supérieure – Cachan
- 2010: Vitalyi Gusev, Halbleiterphysik, Université du Maine
- 2010: Yves Bréchet, Materialwissenschaft, Grenoble INP
- 2011: Michel Espagne, Germanistik, CNRS und École normale supérieure
- 2011: Vladimir Fateev, Physik, CNRS und Université Montpellier 2
- 2011: Hubert Garavel, Informatik, CNRS, Université Joseph Fourier, Université Pierre Mendès, France-Université Stendhal
- 2011: Pascal Richet, Physik, Institut de Physique du Globe de Paris
- 2011: Christophe Salomon, Physik, CNRS und École normale supérieure-Université Pierre et Marie Curie
- 2012: Élisabeth Giacobino, Physik, Laboratoire Kastler Brossel (CNRS, ENS, UPMC)
- 2012: Jean-Michel Raimond, Physik, Laboratoire Kastler Brossel (CNRS, ENS, UPMC)
- 2013: Carmen Buchrieser, Institut Pasteur
- 2013: Michel Delon, Université Paris-Sorbonne
- 2013: Emilian Dudas, Ecole Polytechnique
- 2013: Christian Henriot, École normale supérieure de Lyon
- 2013: Mir Wais Hosseini, Université de Strasbourg
- 2013: Costas Kounnas, École normale supérieure de Paris, Université Pierre et Marie Curie
- 2013: Nikolai Nadiraschwili, Université-Ecole Centrale Marseille
- 2013: Roger Ohayon, Conservatoire national des arts et métiers
- 2013: Alain Pumir, École normale supérieure de Lyon-C.N.R.S.
- 2013: Alexandre Tsybakov, Université Pierre et Marie Curie
- 2014: Albert Fert, CNRS/Thales/Université Paris Sud
- 2014: Thomas Keller, Université de Provence, Université Aix-Marseille
- 2014: Nicolas Rouhier, Université de Lorraine
- 2015: Jocelyn Benoist, Université Paris 1 Panthéon-Sorbonne
- 2015: Papa Samba Diop, Université Paris-Est Créteil
- 2015: Cordelia Schmid, Centre Inria Grenoble Rhône-Alpes
- 2019: Alexandre Bouzdine, Université de Bordeaux[7]
- 2020: Dominique Chatain, Centre Interdisciplinaire de Nanoscience de Marseille (CINaM)[8]
- 2021: Véronique Gayrard, Centre Nationale de la Recherche Scientifique[9]
- 2022: Stefanie Hahmann, Grenoble INP
- 2024: Élisabeth Guazzelli, Universität Paris Cité[10]